# كلية الفنون والتصميم (الجامعة الأردنية)
كلية الفنون والتصميم في الجامعة الأردنية هي إحدى الكليات الإنسانية التابعة للجامعة الأردنية في عمّان، الأردن. تُعتبر الكلية من الكليات الحديثة في الجامعة الأردنية، فقد تأسست الكلية في عام 2002.
تتألف الكلية من ثلاثة أقسام، وهم: قسم الفنون البصرية، وقسم الموسيقى، وقسم الفنون المسرحية.

## الموقع

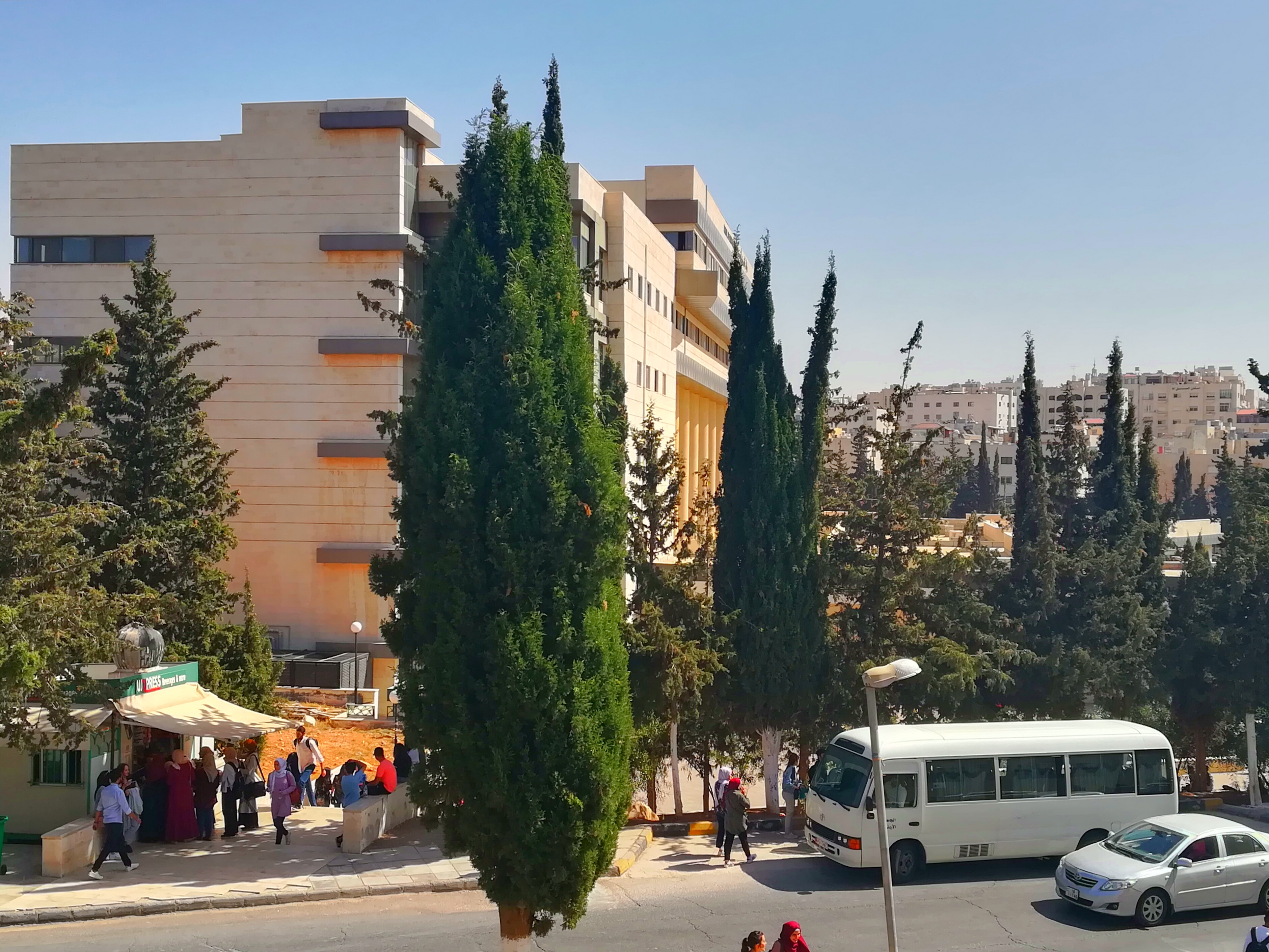
كلية الفنون والتصميم من الجهة الغربية.

تقع الكلية على الجانب الجنوبي من الجامعة بجوار البوابة الجنوبية، وهي أقرب إلى الكليات الطبية، يحدها من الغرب كلية علوم التأهيل وكلية طب الأسنان، ومن الجنوب البوابة الجنوبية وشارع عاكف الفايز ومقابلها من الجنوب مركز الحسين للسرطان خارج الجامعة، ومن الشرق أسوار الجامعة وشارع خليل الساكت، ومن الشمال منطقة أحراش الجامعة بها مناحل وأشجار تمتد لعدة كيلومترات على الجانب الشرقي من الجامعة.

## إستراتيجية الكلية
تهدف الكلية إلى احتضان الثقافة والتراث العربي والفني وتعمل على تخريج باحثين وفنانين في المجالات الفنية المتعلقة بالفنون المرئية والمسرحية والموسيقية. تمنح الكلية درجة البكالوريوس في الموسيقى والمسرح والفنون المرئية ودرجة الماجستير في الموسيقى. تيضم قسم الفنون البصرية وقسم المسرح وقسم الموسيقى.

## عمداء الكلية
هذه قائمة بعمداء الكلية منذ تأسيسها.
| # | اسم العميد      | سنة استلام المنصب | سنة الانتهاء من المنصب |
| - | --------------- | ----------------- | ---------------------- |
| 1 | وجدان علي       | 2002              | 2006                   |
| 2 | ياسر الطباع     | 2006              | 2007                   |
| 3 | عبد الحميد حمام | 2007              | 2010                   |
| 4 | محمود صادق      | 2010              | 2012                   |
| 5 | كرام النمري     | 2012              | 2014                   |
| 6 | محمد نصار       | 2014              | 2015                   |
| 7 | أيمن تيسير حسين | 2015              | 2017                   |